# Money Train
Money Train is een Amerikaanse actiefilm uit 1995. In de film spelen onder andere Wesley Snipes, Woody Harrelson en Jennifer Lopez. Voor Lopez was dit een van de eerste grote filmrollen uit haar toen nog prille carrière.

## Verhaal
De drie agenten John (Wesley Snipes), Charlie (Woody Harrelson) en Grace (Jennifer Lopez) zijn actief bij de New Yorkse metro. Charlie heeft enorme gokschulden en bedenkt een plan om een speciale geldtrein, die de opbrengsten van de kassa's vervoert, te overvallen. Grace en John willen hem echter van de overval weerhouden.

## Rolverdeling
| Acteur          | Personage                        |
| --------------- | -------------------------------- |
| Wesley Snipes   | Agent John Robinson              |
| Woody Harrelson | Agent Charlie Robinson           |
| Jennifer Lopez  | Agent Grace Santiago             |
| Robert Blake    | Hoofdinspecteur Donald Patterson |
| Chris Cooper    | "Torch", de pyromaan             |
| Joe Grifasi     | Riley                            |
| Scott Sowers    | Mr. Brown                        |
| Skipp Sudduth   | Kowalski                         |

## Trivia
- Voor de film werd een bestaand metrorijtuig van het type R22 omgebouwd tot een zilverkleurige, gepantserde trein met oranje zwaailichten en getraliede schuifdeuren. Het rijtuig werd na afloop van de filmproductie geschonken aan het New York Transit Museum en is sinds februari 2010 te bezichtigen in het Coney Island Complex. De werkelijke geldtrein zag eruit als een normale geel-zwartgestreepte onderhoudstrein. In 2006 werd het gebruik van geldtreinen in de New Yorkse metro afgeschaft omdat de betaling van vervoerbewijzen met contant geld sterk was afgenomen.